# Nový Jičín
Nový Jičín (tjekkisk udtale: [ˈnoviːˈjɪtʃiːn] ; tysk: Neutitschein) er en by i regionen Mähren-Schlesien i Tjekkiet med omkring 23.000 indbyggere. Det historiske centrum af Nový Jičín er velbevaret og er beskyttet ved lov som et kulturmonument.
Nový Jičín er kendt for hatteindustrien og får tilnavnet "hattenes by".

## Inddeling
Landsbyerne Bludovice, Kojetín, Loučka, Straník og Žilina er administrative dele af Nový Jičín.

## Etymologi
Der er to teorier om, hvordan navnet "Jičín" opstod. Ifølge lokale legender kunne det stamme fra den modige datter af en lokal slotsejer ved navn Jitka (Jitčín, senere ændret til Jičín). En anden teori henter navnet fra det slaviske ord for vildsvin div (Dičín, senere ændret til Jičín).

## Geografi
Nový Jičín ligger omkring 30 km sydvest for Ostrava. Det ligger ved bjergkæden Podbeskydská Pahorkatina. Det højeste punkt er bakken Dlouhý kopec der ere 585 m over havets overflade. Byen ligger ved den lille flod Jičínka, ved dens sammenløb med strømmene Zrzávka, Grasmanka og Rakovec.

## Historie
Den første skriftlige omtale af Nový Jičín er fra 1313, men den blev sandsynligvis grundlagt omkring 1280. Det blev etableret som det økonomiske centrum for Starý Jičín-ejendommen. Det var en ejendom tilhørende Lords of Kravaře og senere af familien Zierotin.
Slottet Žerotínský var oprindeligt en del af byens befæstning, hvis konstruktion begyndte i 1380'erne og fortsatte i begyndelsen af det 16. århundrede. Under Bedřich af Zierotins styre (1533-1541) blev slottet ombygget til en renæssanceresidens.
I 1620 forfremmede Frederik 5. af Pfalz Nový Jičín til en kongeby. Byen blev decimeret af Trediveårskrigen og af store brande i 1768 og 1773.

## Økonomi
Nový Jičín er kendt for hatteindustrien. Der er blevet lavet hatte her siden 1630. Den mekaniske produktion begyndte her i 1865 og er den ældste hattefabrik i verden. Den moderne TONAK-virksomhed blev etableret i 1945 og er stadig en af de tre største hovedbeklædningsproducenter i verden.
Den største arbejdsgiver med hovedkvarter i byen er Hanon Systems Autopal, en producent af køle- og airconditionkomponenter til bilindustrien.